# اموسچیناس
اموسچیناس (به اسپانیایی: Amuschinas) یک منطقهٔ مسکونی در آرژانتین است که در ایالت لا ریوخا، آرژانتین واقع شده‌است.